# Irwiniana irwini
Irwiniana irwini är en tvåvingeart som beskrevs av Kelsey 1971. Irwiniana irwini ingår i släktet Irwiniana och familjen fönsterflugor. Inga underarter finns listade i Catalogue of Life.